# Кассандра

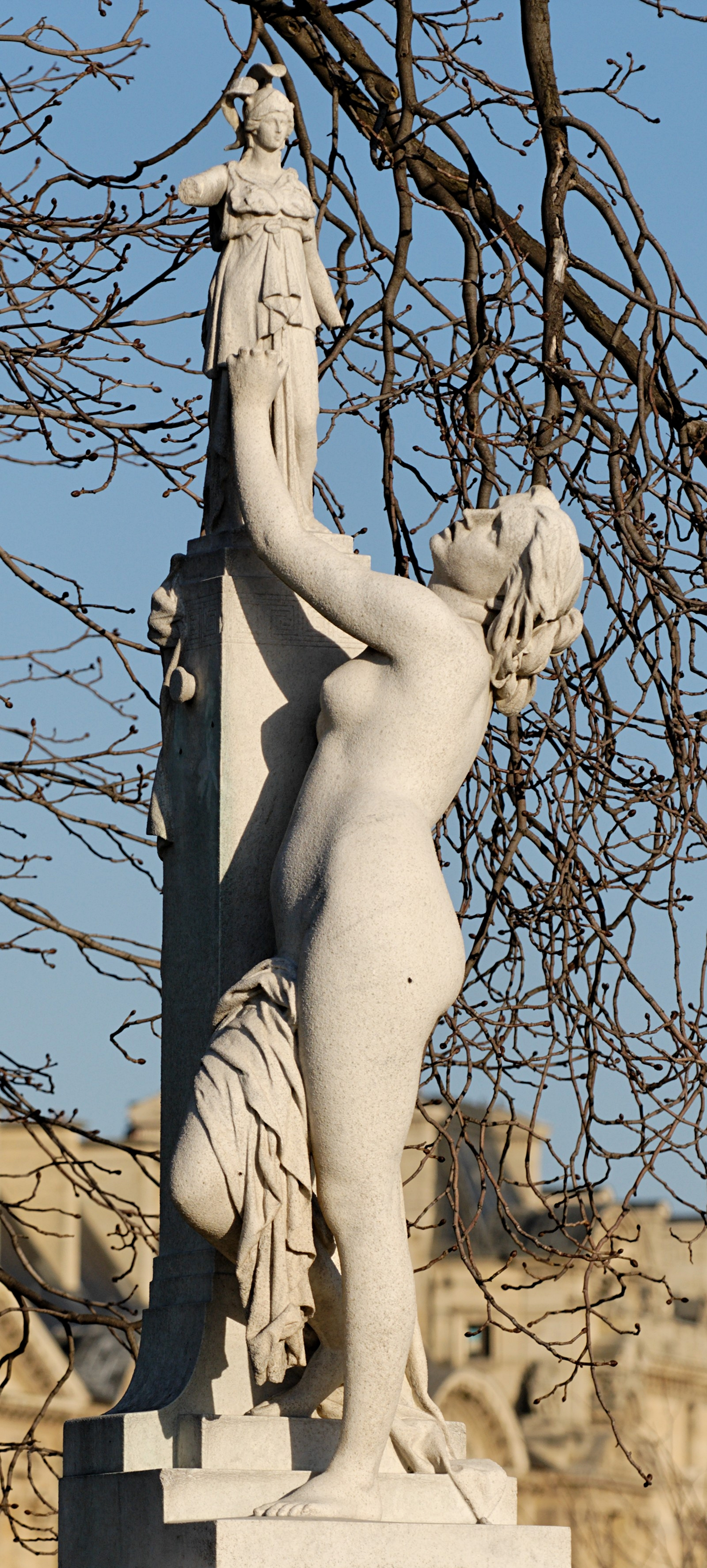
Кассандра перед статуєю Афіни, скульптура Аїма Міллета 1877 року

Касса́ндра (Cassandra, дав.-гр. Κασσάνδρα) — легендарна провісниця давньогрецької міфології, що передрекла падіння Трої. Дочка останнього троянського царя Пріама і його другої дружини Гекуби. Отримала пророчий дар від закоханого в неї бога Аполлона, однак за те, що вона не відповіла йому взаємністю, він зробив так, що віщуванням Кассандри ніхто не вірив. До трагічних пророцтв Кассандри не прислухались, її висміювали і вважали за божевільну. Але передбачене втілилося в загибелі її сім'ї і руйнуванні Трої.
Її ім'я стало терміном, в переносному сенсі Кассандра — непочута провісниця нещастя.

## Міфологія

Кассандра на картині Евелін де Морган (1898)

### Походження і отримання дару
Відомості про Кассандру досить численні і часто суперечливі. Деякі давньогрецькі автори називають її також Александрою. Кассандра була донькою троянського царя Пріама і Гекуби, сестрою Гектора, Паріса, Креуси, Лаодіки, Поліксени, Деіфоба, Гелена, Паммона, Політа, Антифа, Гіппоноя і Полідора. Згідно з Гомером, вона була найвродливішою з дочок Пріама, але про її пророчий дар він не згадує. Уже в кіклічних поемах вона виступає як пророчиця, віщуванням якої ніхто не вірить.
Найбільш популярна версія появи у неї пророчого дару наведена в трагедії Есхіла «Агамемнон», де Кассандра розповідає хору, що пообіцяла Аполлону розділити з ним ложе в обмін на дар віщування майбутнього. Прийнявши дар, вона відмовила богу. Аполлон за це зробив так, щоб ніхто не вірив пророцтвам Кассандри, а його сблизнючка богиня Артеміда посилила прокляття: з часом сама Кассандра втратить у власні пророцтва віру. В творах Сервія конфлікт з Аполлоном відображається в символічній формі: бог плює в рот дівчині, умовивши її на поцілунок.
За пізнішим та малопоширеним варіантом міфу, одного разу в дитинстві Кассандру разом із братом-близнюком Геленом під час святкування Піанепсії забули дорослі, діти заснули в храмі Аполлона Фімбрейського (на Троянській рівнині). Там священні змії вилизали їй вуха так чисто, що вона змогла «чути» майбутнє.

### Троянська війна
Про сина Пріама Паріса було напророковано, що він стане винуватцем загибелі Трої. Тому батько залишив його помирати на горі Іда, але той вижив, і, вихований пастухами, виріс, не знаючи про своє царське походження. Коли ж юнак повернувся в Трою, Кассандра першою впізнала його і забажала вбити, передбачаючи, що він принесе Трої нещастя. За пророкування загибелі Трої Пріам наказав заточити Кассандру в фортецю, а її служниці - повідомляти про всі віщування.
Багато авторів називають нареченим Кассандри Кореба, який загинув у ніч падіння Трої. За Вергілієм, хоч герой і був закоханий в пророчицю, теж не вірив її словам. Кассандра марно опиралася введенню дерев'яного коня в місто, застерігаючи містян від прихованої в ньому небезпеки. Її знову ніхто не послухав.
Квінт Смирнський оповідає, що полонені троянки ридали і дивилися на Кассандру, згадуючи її пророцтва, яким не вірили, а вона сміялася.

### Після Падіння Трої

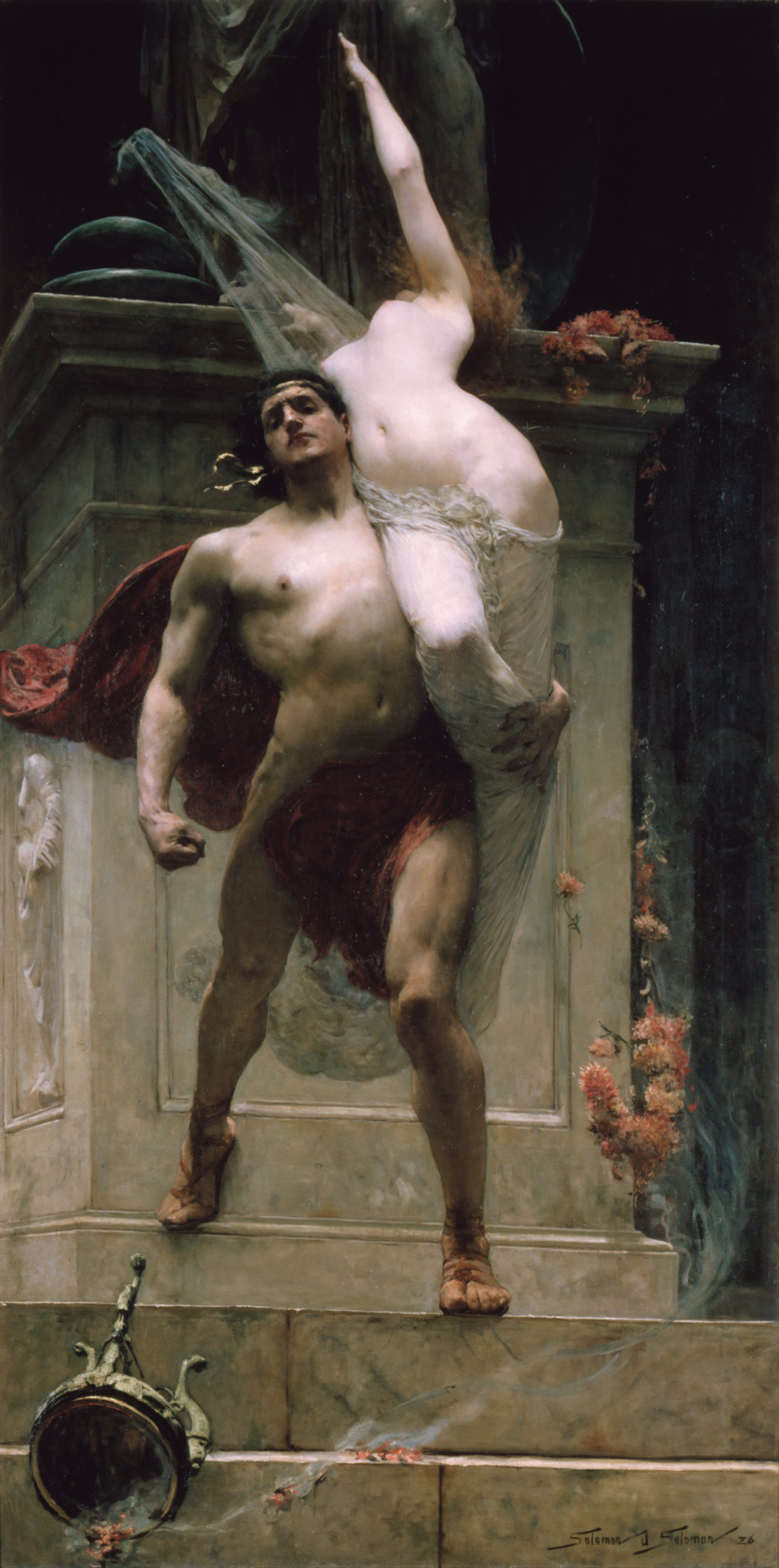
«Аякс і Кассандра» (1886), картина Соломона Джозефа Соломона

Коли ахейці захопили Трою, Кассандра шукала притулок в храмі Афіни біля дерев'яної статуї богині. Аякс Малий зґвалтував Кассандру, але не міг відірвати її від статуї, за яку вона міцно трималася. Через осквернення храму очі статуї стали дивитися в небо, щоб не дивитися на цю ганьбу.
Агамемнон забрав Кассандру собі як нагороду за доблесть, коли вчинок Аякса викликав обурення в його війську. Щоб догодити Агамемнону, Одіссей запропонував закидати Аякса камінням, але той втік, знайшовши притулок біля вівтаря тієї ж Афіни. Кассандра після цього заявила, що зґвалтування не було, а Аякс поклявся спокутати своє вторгнення до храму. Однак коли він відплив додому в Грецію, його корабель розбився об Гірейські скелі. Коли він вибрався на берег, Посейдон розколов скелі тризубом і втопив Аякса. За деякими переказами, Афіна взяла на час у Зевса перун і вразила його.
Ахейці обговорювали, чи потрібно принести в жертву Ахіллу Кассандру або Поліксену, але вибрали останню, оскільки Кассандра вже побувала на ложі Агамемнона. Павсаній також пише, що Кассандра залишила скриньку з зображенням Діоніса на нещастя тому з еллінів, який його знайде, і вона дісталася Евріпілу, синові Евемона.

### Загибель
Поки Агамемнон був на війні, його дружина Клітемнестра стала зраджувати чоловіку з Егістом. Згідно невідомої трагедії, переказаної Гігіном, брат Паламеда Оякс, щоб помститися за нього, збрехав, що Агамемнон везе Кассандру як наложницю, тим самим викликавши її ревнощі. Інші автори не сумніваються, що вона стала наложницею царя.
Коли Агамемнон і Кассандра прибули в Мікени, Клітемнестра попросила чоловіка пройти пурпурним килимом (колір, що символізував богів) на знак вірності. Спочатку Агамемнон відмовлявся, але в підсумку наважився ступити на нього, чим здійснив святотатство. Тоді Клітемнестра і Егіст убили Агамемнона, а Кассандру вбила сама Клітемнестра (за Гомером, разом з царем, за Есхілом — дещо пізніше).
Деякі джерела згадують, що у Кассандри і Агамемнона народився або син Теледам, або хлопчики-близнюки — Теледам і Пелоп, також убиті Егісфом.

## Культ Кассандри
Могилу Кассандри показували в Аміклах, а могилу її дітей — в Мікенах. Втім, у Евріпіда Кассандра пророкує, що її тіло зжеруть звірі (що пояснювало відсутність могили в місці смерті). У Аміклах і Левктрах (Лаконіка) в античні часи були храми зі статуями Кассандри, знаної тут під ім'ям Александри. Її святилище було в Давнії, де її шанували як богиню. Плутарх наводить тлумачення, за яким Кассандра померла в Таламах (Лаконіка) і отримала ім'я Пасіфаї, під яким її і шанували (так вона ототожнювалася з місцевим божеством, чиє святилище було в Таламах).

## Зовнішність
Гомер обмежується тим, що називає Кассандру «найгарнішою» і порівнює її з «золотою Афродітою». У Івіка також описується її краса, і вона названа «синьоокою дівою в пишних кучерях». Про «золоті коси» говорить Евріпід. Згідно Лукіана, Полігнот в Дельфах зобразив Кассандру з чудовими бровами і рум'янцем на щоках.
Портретні характеристики з'являються вже в ранньосередньовічних текстах. У Дарета вона «невисокого зросту, з витонченим ротом, руда, з блискучими очима, знає майбутнє». Малала дає наступний опис: невеликого зросту, з круглими очима, світлошкіра, з чоловічим тілом, з красивим носом, гарними очима, чорноока, з світлокаштановим волоссям, кучерява, з красивою шиєю, великими грудьми, маленькими ногами, спокійна, благородна, жриця, пророчиця правдива і все пророкує, цнотлива діва.
Іоанн Цец в описі зовнішності Кассандри наслідує Малалу, злегка скорочуючи його.

## В мистецтві

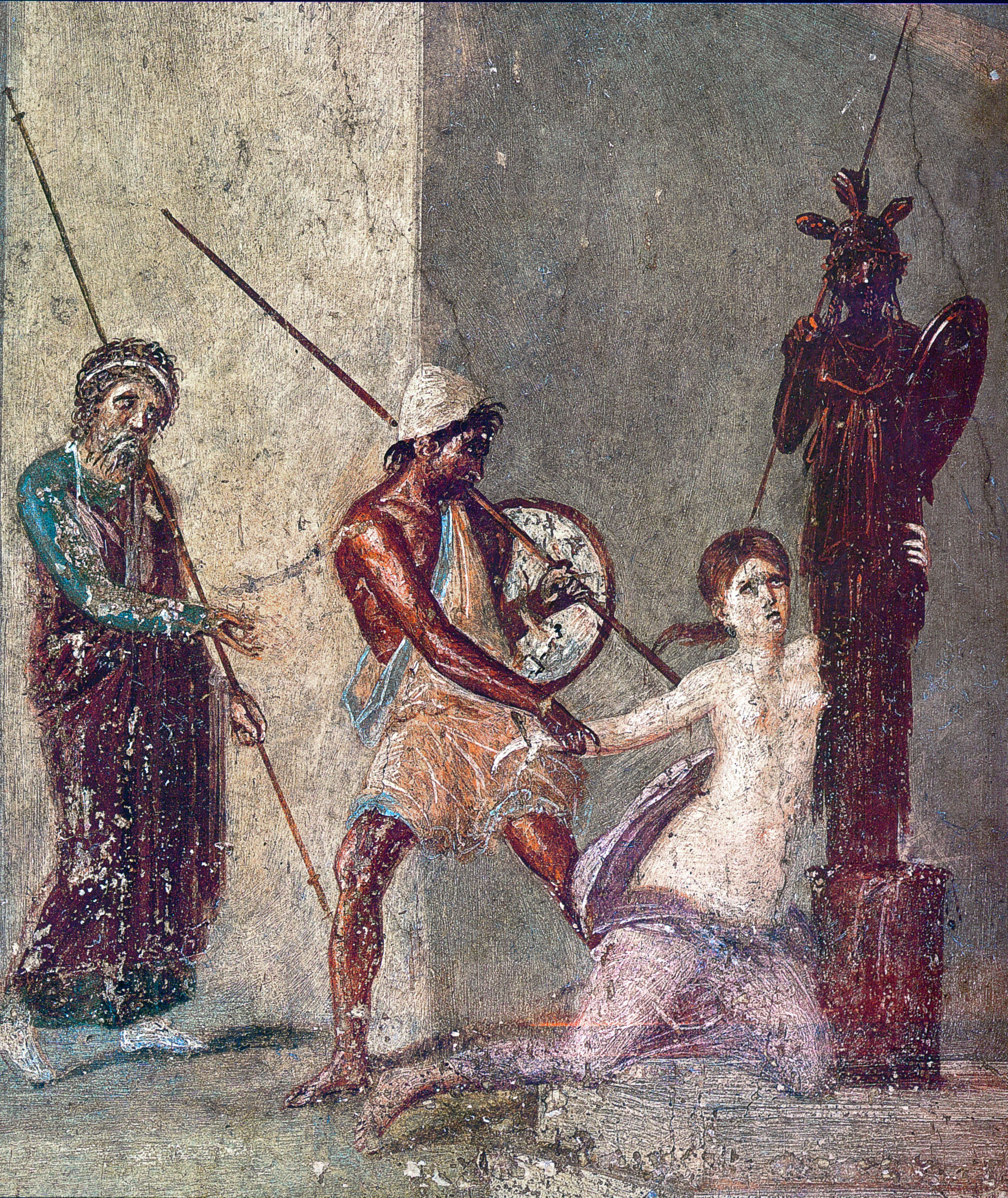

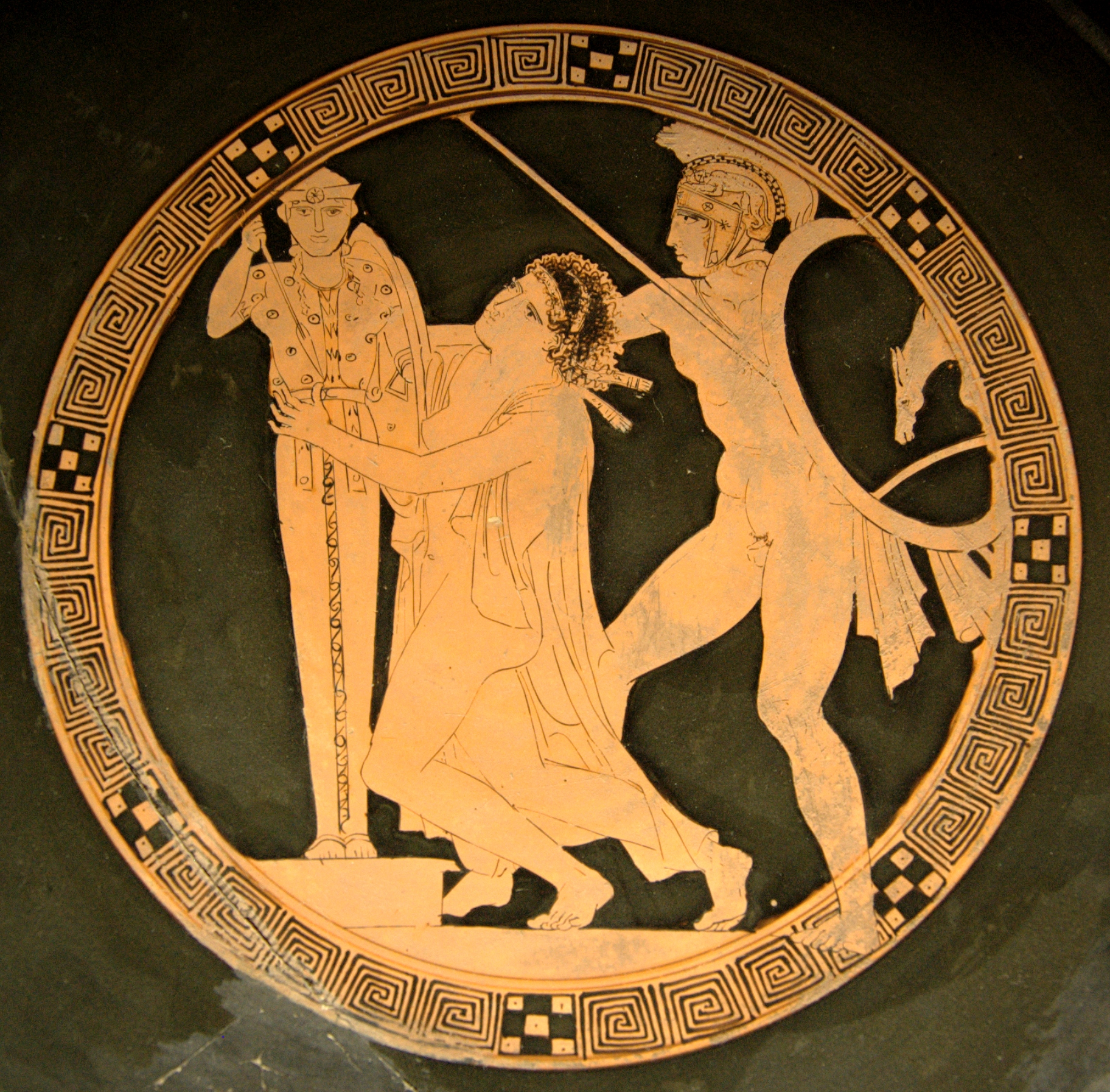

Одна зі сцен на скриньці Кіпсела показувала, як Аякс відтягує Кассандру від статуї Афіни, і вміщала наведений Павсанієм віршований рядок про це. На картині Полігнота, що знаходилася в Дельфах, був зображений наступний епізод: Аякс приносить присягу на жертовнику, а Кассандра сидить на землі з ксоаном Афіни в руках. Насильство Аякса над Кассандрою були також сюжетом картини Панена, що знаходилася в Олімпії. Згідно Плінія, живописець Теор (кінець IV-початок III століття до н. е.) створив картину «Кассандра», яку пізніше можна було побачити в римському храмі Згоди. Поет Хрістодор описав статую Кассандри, що мовчить.

### В літературі

#### Драматургія
Дійова особа трагедії Есхіла «Агамемнон», трагедій Евріпіда «Олександр» і «Троянки», трагедії невідомого автора «Кассандра», трагедії Акція «Клітемнестра», Сенеки «Агамемнон». Монодрама Лікофрона «Олександра» майже цілком складається з монологу пророчиці, яка загадковою мовою пророкує прийдешні події аж до походів Олександра Великого.
- Трагедія Г. Ейленберга «Кассандра».
- Трагедія Лесі Українки «Кассандра».
- Трагедія П. Ернста «Кассандра».

#### Поезія
- Ф. Шиллер, балада «Кассандра».
- В. К. Кюхельбекер, поема «Кассандра».
- Д. Мережковський, «Кассандра» (1922)

Переробки з Есхіла:
- А. Ф. Мерзляков, «Кассандра на окрасу палати Агамемнона».
- А. Н. Майков, «Кассандра».

#### Проза
- Повість: Ганс Еріх Носсак. Кассандра (1947)
- Повість Крісти Вольф «Кассандра» (Kassandra, 1984, рос. 1988), де розповідь ведеться від першої особи.
- Роман М. З. Бредлі «Головня» (The Firebrand, 1986). У творах Вольф і Бредлі коханим Кассандри виступає Еней.
- Роман Ліндсея Кларка (Lindsay Clarke) «Повернення з-під Трої» (2005).
- Трилогія Девіда Геммеля «Троя» (Troy Series, 2005—2007).

Твори, що використовують ім'я або образ Кассандри:
- Оповідання Керолайн Черрі «Кассандра» (Cassandra, 1978)
- Роман Чингіза Айтматова «Тавро Кассандри» (1996).
- Мрія Кассандри (фільм) (2007).
- Роман Бернара Вербера «Дзеркало Кассандри» (фр. Le Miroir de Cassandre) (2009)

### В музиці
- Шведський гурт ABBA записав у 1982 році пісню «Cassandra», в якій головна героїня розповідає про свій день, як він проходив, до того, як з'явився чоловік, якого вона покохала. Пісня вийшла як В-side на їх останньому синглі «The Day Before You Came»
- Твір англійського композитора Браяна Ферніхоу «Пісня сновидіння (мрії) Кассандри» 1974 року.
- Твір Мікаеля Жарреля «Кассандра» (1993).
- Альбом норвезького рок-гурту Theatre of Tragedy «Aégis» 1998 року починається саме з композиції «Cassandra».
- Пісня німецького гурту Blind Guardian «And then there was Silence» про Кассандру, Троянську війну, загибель Гектора і розорення Трої (2001).

### В астрономії
Іменем Кассандри названий астероїд 114, відкритий у 1871 році.